# Triade chiama Canale 6
Triade chiama Canale 6 (An Eye for an Eye) è un film del 1981, diretto da Steve Carver, interpretato da Chuck Norris, Christopher Lee, Richard Roundtree, Matt Clark e Rosalind Chao.

## Trama
Sean Kane, a seguito dell'uccisione del suo amico e collega della squadra narcotici da parte di alcuni trafficanti di droga, si dimette dall'arma e decide di scovare da solo gli assassini e di vendicare il suo amico e la compagna di quest'ultimo uccisa anche lei.